# 1800-ті

## Події
- Тривали наполеонівські війни. Перемоги Наполеона над німецькими державами, Австрією та Росією. Перемога Великої Британії у Трафальгарській битві. Наполеон оголосив континентальну блокаду Британії.
- Розпад Священної Римської імперії.
- Утворення Швейцарської Конфедерації.
- Перший двигун внутрішнього згорання, Франсуа Ісаак де Ріваз.

## Народились
- 1807, Ганс Крістіан Андерсен — данський письменник.
- 1807, Джузеппе Гарібальді — італійський політичний та військовий діяч, національний герой Італії.